# Hamilton (Indiana)
Hamilton és una població dels Estats Units a l'estat d'Indiana. Segons el cens del 2000 tenia 1.233 habitants.

## Demografia
Segons el cens del 2000, Hamilton tenia 1.233 habitants, 517 habitatges, i 348 famílies. La densitat de població era de 286,8 habitants/km².
Dels 517 habitatges en un 28,6% hi vivien nens de menys de 18 anys, en un 52,6% hi vivien parelles casades, en un 9,7% dones solteres, i en un 32,5% no eren unitats familiars. En el 26,9% dels habitatges hi vivien persones soles el 13,2% de les quals corresponia a persones de 65 anys o més que vivien soles. El nombre mitjà de persones vivint en cada habitatge era de 2,38 i el nombre mitjà de persones que vivien en cada família era de 2,85.
Per edats la població es repartia de la següent manera: un 23,9% tenia menys de 18 anys, un 7,5% entre 18 i 24, un 28,5% entre 25 i 44, un 25,1% de 45 a 60 i un 15% 65 anys o més.
L'edat mediana era de 39 anys. Per cada 100 dones de 18 o més anys hi havia 86,9 homes.
La renda mediana per habitatge era de 40.391$ i la renda mediana per família de 47.917$. Els homes tenien una renda mediana de 36.346$ mentre que les dones 22.219$. La renda per capita de la població era de 19.834$. Entorn del 6,2% de les famílies i el 9,2% de la població estaven per davall del llindar de pobresa.

## Poblacions més properes
El següent diagrama mostra les poblacions més properes.